# Quermesita
La quermesita es un mineral de la clase de los minerales sulfuros. Fue descubierta en 1843 cerca de la localidad de Bräunsdorf, en Sajonia (Alemania), siendo nombrada así a partir del término kermes, que viene del persa qurmizq, crimson en la antigua alquimia para designar al trisulfuro de antimonio amorfo y color rojo a menudo mezclado con trióxido de antimonio. Sinónimos poco usados son: kermesita o pirostibita.

## Características químicas
Químicamente es un oxisulfuro de antimonio, ya que en su fórmula aparecen aniones de tipo sulfuro y de tipo óxido, deshidratado. Puede confundirse con la metaestibina (Sb2S3) también de color rojo.

## Formación y yacimientos
Aparece como mineral secundario a partir de la alteración de la estibina, en yacimientos de minerales de antimonio.
Suele encontrarse asociado a otros minerales como: estibina, antimonio nativo, senarmontita, valentinita, cervantita o estibiconita.

## Usos
La quermesita o antimonio rojo ha sido usada desde las primeras épocas del antiguo Egipto como un cosmético, para pintar con una línea roja el contorno de los ojos. Evidencias arqueológicas muestran que el contenido de antimonio en las momias de mujeres era mucho mayor en ancianas que en momias de jóvenes que han tenido menor tiempo de exposición al antimonio.
Por su fuerte color rojo, el precipitado de la quermesita fue usado por los alquimistas. A partir de la quermesita se obtenía el mineral kermes, que fue usado con propósitos médicos durante siglos. En la actualidad se emplean sustitutos de la quermesita menos peligrosos para la salud tanto en el campo de la cosmética como en la farmacéutica, debido a los efectos tóxicos del antimonio.